# Renault Type GR
Der Renault Type GR war ein Personenkraftwagenmodell der Zwischenkriegszeit von Renault. Er wurde auch 18 CV genannt.

## Beschreibung
Die nationale Zulassungsbehörde erteilte am 12. September 1919 seine Zulassung. Als kürzere Variante des Renault Type FS hatte das Modell weder Vorgänger noch Nachfolger. 1921 endete die Produktion.
Der wassergekühlte Vierzylindermotor mit 95 mm Bohrung und 160 mm Hub hatte 4536 cm³ Hubraum. Die Motorleistung wurde über eine Kardanwelle an die Hinterachse geleitet. Die Höchstgeschwindigkeit war je nach Übersetzung mit 52 km/h bis 68 km/h angegeben.
Bei einem Radstand von 333,3 cm und einer Spurweite von 134 cm war das Fahrzeug 460,6 cm lang und 161,5 cm breit. Der Wendekreis war mit 11 Metern angegeben. Das Gewicht des Fahrgestells war mit 600 kg angegeben, was im Vergleich zu den 1000 kg des Renault Type FS zu wenig erscheint. Zur Wahl standen Torpedo und Limousine.
Folgende Preise sind überliefert: Torpedo 20.000 Franc, Coupé-Limousine 22.000 Franc und Limousine 22.500 Franc.